# Heinrich Koppelmann
Heinrich Ludwig Koppelmann (* 19. Juli 1894 in Lippstadt; † 6. Mai 1972) war ein deutscher Linguist.

## Leben
Koppelmann wurde 1894 als Sohn des Universitätsprofessors Wilhelm Koppelmann (1860–1934) geboren. Nach dem Abitur studierte er an der Eberhard-Karls-Universität Tübingen und wurde 1913 Mitglied der Tübinger Burschenschaft Derendingia, der bereits sein Vater und sein jüngerer Bruder angehört hatten. 1922 wurde er an der Universität Münster mit einer Arbeit zur Friderizianischen Kolonisation in Ostfriesland zum Dr. phil. promoviert. Später wurde er Lehrer in den Niederlanden und später auf Niederländisch-Indien. Zudem publizierte er zahlreiche Artikel und Bücher über sprachwissenschaftliche Themen in den 1920er bis 1950er Jahren.

## Hypothese von der Eurasischen Sprachfamilie
Koppelmann präsentierte 1928 Ähnlichkeiten zwischen dem Indogermanischen und anderen eurasischen Sprachen, nämlich Ainu und Koreanisch. Aufbauend davon stellte er 1933 die Hypothese auf, dass mit diesen Sprachen auch die Uralische (und damit verbunden auch das Jukhagirische) und die Altaische Sprachfamilie verwandt seien, außerdem Nivkh und das Sumerische. Damit übernahm er Teile der nostratischen Hypothese von Holger Pedersen, schloss Semitisch (also auch das moderne Afroasiatisch) von seiner Hypothese aus. Semitisch ist seiner Ansicht nach entfernter mit der „eurasischen“ Familie verwandt. Insofern kann Koppelmann als Vorläufer von Joseph Greenberg angesehen werden, der mit seinem Eurasiatischen eine sehr ähnliche Hypothese vertrat. Greenberg kam offenbar unabhängig zu einer sehr ähnlichen Gruppierung, als er 1987 sein Eurasiatisch erstmals vorstellte. Erst in seiner endgültigen Veröffentlichung 2000/2002 nannte er als Literaturquelle auch Koppelmann (1933).
Bemerkenswert ist, dass Koppelmann 1933 nicht nur grammatikalische und lexikalische Ähnlichkeiten aufführte, sondern diese auch durch vorgeschlagene Lautgesetze stützte. Hierin unterscheidet sich seine Arbeit von Joseph Greenbergs Eurasiatischem. Greenberg wiederum sah Japanisch als der Sprachfamilie zugehörig an, aufgrund völlig verschiedener Zahlwörter und mangels ihm bekannter vergleichbarer Personalpronomina zählte Koppelmann das Japanische nicht dazu.
Weitreichende Akzeptanz fand die eurasische Hypothese nicht, insbesondere Koreanisten kritisierten zahlreiche Fehler. Auch die Vertreter des Nostratischen verfolgte die Ideen Koppelmanns zunächst nicht weiter, erst Greenberg kam wieder zu ähnlichen Ergebnissen. In jüngerer Zeit haben sich die Forscher des Nostratischen (v. a. Allan Bomhard) dem Eurasischen/Eurasiatischen angenähert (siehe die entsprechenden Artikel). Der deutsche Koreanist Andre Eckardt versuchte die These zu belegen, dass Koreanisch eine indogermanische Sprache sei, fand damit jedoch kaum Akzeptanz.